# Eugen Preisig
Eugen Preisig (* 21. Februar 1888 in Herisau; † 22. März 1958 in St. Gallen; heimatberechtigt in Schwellbrunn, ab 1895 in Herisau) war ein Schweizer Kantonsrat und Regierungsrat aus dem Kanton Appenzell Ausserrhoden.

## Leben
Eugen Preisig war ein Sohn von Albert Preisig, Gemeinderichter, Schneider sowie Wirt, und der Susanne Vogel. Er heiratete Eleonora Marugg, Tochter von Johann Marugg, Maurermeister. Er absolvierte eine Zimmermannslehre und anschliessend kaufmännische Ausbildung. Daneben war er als Rezensent für die Appenzeller Zeitung und als Stenografielehrer tätig. Er war beim Kreiskommando in Herisau angestellt. Von 1910 bis 1941 stand er dem neu geschaffenen Herisauer Gemeindesteueramt vor. Als freisinniger Ausserrhoder Kantonsrat engagierte sich Preisig von 1920 bis 1941 vor allem für die Anliegen der Arbeitnehmer und ebnete einer Reihe von sozialen Postulaten den Weg. Ab 1940 bis 1941 war er Kantonsratspräsident. 1941 wurde er zum Regierungsrat gewählt. Er stand der Steuerdirektion vor und trieb die Revision des Steuerrechts beziehungsweise die Einführung der Einkommenssteuer bis 1953 zügig voran. Ab 1947 bis 1958 amtierte er als Verwaltungsratspräsident der Buntpapierfabrik Walke sowie von 1948 bis 1958 des Lithografiebetriebs Lithag. Von 1926 bis 1932 präsidierte er den Konsumverein Kreuzweg in Herisau.